# Recea (Brașov)
Recea is een Roemeense gemeente in het district Brașov.
Recea telt 3183 inwoners.